# 秋月種政
秋月 種政（あきづき たねまさ）は、日向高鍋藩の第4代藩主。第3代藩主・秋月種信の次男。母は松浦隆信の娘。

## 生涯
寛文11年（1671年）に長兄の種恒が早世したため、次男の種政が世子となる。寛文12年2月8日、将軍徳川家綱に御目見する。延宝5年（1678年）閏12月26日、従五位下・山城守に叙任する。元禄2年（1689年）2月晦日の父の隠居で跡を継いだ。このとき、弟の種封に木脇（現・国富町）などの諸県郡、宮崎郡のうち3,000石を分知したため、高鍋藩の石高は3万石から2万7,000石となった。
藩政においては郡代や代官制度などの統治体制の整備、さらに長宝寺堤の建設などの治水工事や農地拡大、有能な人材の登用などに努めた。宝永7年（1710年）8月2日、長男の種弘に家督を譲って隠居し、宗善と号した。正徳6年（1716年）閏2月26日に高鍋上江にて死去した。享年59。

## 系譜
父母
- 秋月種信（父）
- 長徳院 ー 松浦隆信の娘（母）

正室
- 松浦棟の娘

側室
- あり

子女
- 秋月種弘（長男）生母は正室
- カメ ー 脇坂安清室
- ギン ー 早世
- ミチ ー 早世
- シケ ー 内田好閭室
- 山田重国
- タメ ー 大坪景一室
- 小田知光
- 城平内重良
- 男 ー 早世
- マサ ー 間野重国室
- 泥谷義直